# シャドーフェニックス
シャドーフェニックス（1981年2月8日 - ）は、忍者をモチーフにした日本の覆面レスラー。本名：井上 明彦（いのうえ あきひこ）。

## 経歴

### ムルシエラゴ
- 2000年、闘龍門の8期生として入門。
- 2002年8月3日、メキシコでランボルギーニ・ムルシエラゴをモチーフにしたムルシエラゴとしてデビュー。
- 2004年12月、日本に帰国して、みちのくプロレスに参戦。

### 119・井上隊員
- 2005年1月、119・井上隊員として、みちのくプロレスに参戦。

### フラッシュムーン
- 2006年1月、大阪プロレスで月をモチーフにしたフラッシュムーンとして参戦。
- 2007年4月、大阪プロレスと専属フリー契約を結ぶ。
- 12月、大阪プロレスを退団。

### シャドーフェニックス
- 2008年2月2日、リングネームをシャドーフェニックスに改名してオーストラリアのPWAに参戦。
- 2009年4月、日本に帰国。
- 5月2日、DEPに参戦。
- 6月、DEPに入団。
- 2011年12月、DEPを退団。
- 2013年5月12日、ブログで結婚したことを発表。
- 同年、結婚を機に引退。

### 引退後
- 引退後は地元愛知のパーソナルトレーニングジム「姿」でジムマネージャーを務めている。

## 得意技
スワントーンボム
セントーンアトミコと同型。
ファルコンアロー
玄武壱式
バズソーキック
仰向けになった相手の上半身を起こして相手の左側頭部を振り抜いた右足の甲で蹴り飛ばす。
各種キック

## 入場曲
- 甲賀忍法帖（陰陽座）

## タイトル歴
- 大阪タッグフェスティバル優勝
- 東北タッグ王座
- PWAクイーンズランド王座